# Kieran Ngwenya
Kieran Ngwenya (* 25. September 2002 in Edinburgh, Schottland) ist ein malawischer Fußballspieler, der bei Dunfermline Athletic in der Scottish Championship unter Vertrag steht.

## Karriere

### Verein
Kieran Ngwenya wurde in der schottischen Hauptstadt Edinburgh als Sohn eines malawischen Vaters und einer aus Trinidad und Tobago stammenden Mutter geboren. Seine Karriere begann er in seiner Geburtsstadt beim Tynecastle Boys Club. Als 17-Jähriger wechselte er im Juli 2019 zum FC Aberdeen. Nach seinem ersten Jugendjahr in Aberdeen, kam er im Dezember 2020 zu seinem Debüt als Profi in der Scottish Premiership, als er im Spiel gegen Ross County für Jonny Hayes eingewechselt wurde. Im Januar 2021 folgte sein zweiter Einsatz für die Mannschaft, als er ebenfalls für den etatmäßigen Linksverteidiger Haynes eingewechselt wurde. Ab März wurde Ngweny für drei Monate an den schottischen Drittligisten Cove Rangers verliehen. Im September 2021 wurde er erneut für ein halbes Jahr verliehen, diesmal an die Kelty Hearts.

### Nationalmannschaft
Kieran Ngwenya debütierte am 13. Juni 2021 in der Nationalmannschaft von Malawi gegen Tansania.